# Poljana (Velika Kladuša)
Pour les articles homonymes, voir Poljana.
Poljana (en cyrillique : Пољана) est un village de Bosnie-Herzégovine. Il est situé dans la municipalité de Velika Kladuša, dans le canton d'Una-Sana et dans la fédération de Bosnie-et-Herzégovine. Selon les premiers résultats du recensement bosnien de 2013, il compte 1 080 habitants.

## Géographie
Le village est situé à la confluence de la Glinica et de la Glina (un affluent droit de la Kupa), à la frontière entre la Bosnie-Herzégovine et la Croatie.

## Démographie

### Évolution historique de la population dans la localité
| 1948 | 1953 | 1961 | 1971 | 1981  | 1991  | 2013  |
| ---- | ---- | ---- | ---- | ----- | ----- | ----- |
| -    | -    | 319  | 720  | 1 123 | 1 405 | 1 080 |

|  |